# Экономика (издательство)
Изда́тельство «Эконо́мика» — одно из старейших российских издательств, созданное в декабре 1921 г. в Москве.

## История
Издательство было создано в декабре 1921 года как редакционно-издательский отдел Государственной общеплановой комиссии. В дальнейшем было преобразовано в одно из ведущих советских издательств. Современное название — с 1963 года.

## Современное развитие
В настоящее время издательство выпускает разнообразную учебную и научную литературу по различным направлениям экономики, управления, философии.
В области экономики совместно с академическими институтами выпускаются книги в рамках нескольких серий:
- «Из истории экономической мысли»
- «Экономическое наследие»,
- «Российские академики об экономике»,
- «Сегодня и завтра российской экономики»,
- «Системные проблемы России» (приурочена к 275-летию Российской академии наук),
- «Экономисты — лауреаты Нобелевской премии».

В 1999—2001 гг. издана 95-томная «Экономическая энциклопедия регионов России» (89 тт. по субъектам Федерации, 5 тт. — по стране в целом и справочный том).
Среди авторов: Л. И. Абалкин, О. Т. Богомолов, С. Ю. Глазьев, А. Г. Гранберг, Р. С. Гринберг, И. И. Дюмулен, В. Л. Иноземцев, Г. Б. Клейнер, Д. С. Львов, В. Л. Макаров, Н. Я. Петраков, В. М. Полтерович, Е. В. Попов, А. И. Татаркин, Н. П. Федоренко, Н. П. Шмелёв, Ю. В. Яковец.